# John Coghlan
John Coghlan (ur. 19 września 1946 w Londynie) – angielski muzyk, najbardziej znany jako perkusista zespołu Status Quo.
Do Status Quo, wówczas występującego pod nazwą The Spectres, dołączył w 1962 i grał w nim nieprzerwanie aż do 1981, kiedy podczas jednej z sesji nagraniowych po prostu wyszedł ze studia.
Po odejściu ze Status Quo Coghlan postanowił reaktywować swój zespół Diesel, który założył jeszcze w 1977 i w którym występowali m.in. również jego koledzy ze Status Quo, Bob Young i Andy Bown. W późnych latach 1990. perkusista założył grupę John Coghlan's Quo, grającą przeboje Status Quo z lat, w których Coghlan występował z tym zespołem.
Na początku 2012 John Coghlan i Alan Lancaster spotkali się z członkami Status Quo, by wziąć udział w kręceniu dokumentalnego filmu „Hello Quo!”. W 2013 zespół zagrał serię koncertów w oryginalnym składzie.